# مرزوق (الملاجم)

تعديل مصدري - تعديل

مرزوق هي إحدى قرى عزلة ال منصور الملاجم بمديرية الملاجم التابعة لمحافظة البيضاء، بلغ تعداد سكانها 152 نسمة حسب تعداد اليمن لعام 2004.